# 越田哲弘
（本名越田哲弘（讀音相同），1965年3月8日—），日本漫畫家。
出生於岩手縣上閉伊郡大槌町吉里吉里，從週刊少年Sunday雜誌上的出道。後來把活動範圍從少年雜誌轉移到兒童雜誌，以「鬥球兒彈平」獲得第37屆（1991年度）小學館漫畫賞。代表作為「鬥球兒彈平」、「爆走兄弟Let's & go!!」等等。

## 創作履歷
- （全4集）
- （全4集）
- （全2集）
- 鬥球兒彈平（全18集）
- 爆走兄弟Let's & go!!（全13集）
- 爆走兄弟Let's & go!!MAX（全7集）
- （全4集）
- （臺譯：砲彈梭車狼 全3集 青文出版社代理）
- （中文翻譯：足球小子 插畫設計）

## 章回作品
- (全2話) （ハイパーコロコロ）
- (全2話) （快樂龍）
- (全3話) （快樂龍）

## 老師
- 結城正美